# Entertainment Tonight
O Entertainment Tonight é um programa televisivo dos Estados Unidos.

## Pessoal

### Âncoras
- Mary Hart - âncora, (1982–2011; departs the series at the end of the 2010–2011 season)
- Nancy O'Dell - âncora, (2011–presente; once Mary departs)
- Mark Steines - co-âncora, (2004–presente)

### Correspondentes
- Kevin Frazier - correspondente, âncora aos finais de semana & fill-in anchor (2004–presente)
- Samantha Harris - correspondente, âncora aos finais de semana & fill-in anchor (2010–presente)
- Nancy O'Dell - correspondente especial & fill-in anchor (2011–presente)
- Leonard Maltin - correspondente sobre cinema (1982–presente)
- Steven Cojocaru - correspondente sobre moda (2003–presente)
- Diane Dimond - correspondente especial (2009–presente)

## Ex-apresentadores
- Thea Andrews - correspondente/âncora aos finais de semana (2006–2009)
- Army Archerd (1981)
- Nina Blackwood - correspondente (?–?)
- Chris Booker - correspondente (2003–2004)
- Mindy Burbano  - correspondente (?–?)
- Eric Burns - correspondente (?–?)
- Lisa Canning - correspondente (1995–1998)
- Jann Carl - correspondente/âncora aos finais de semana (1995–2008)
- Marcia Clark - correspondente (?–?)
- Bobby Colomby - correspondente (?–?)
- Leanza Cornett - correspondente (1994–1995)
- Leeza Gibbons - correspondente (1984–1995)
- Bob Goen - âncora/correspondente (1993–2004)
- Gerry Grant - correspondente (?–?)
- Tom Hallick - âncora (1981)
- Alan Hemberger (como "Alan Arthur") - correspondente (?–?)
- Rona Barrett - correspondente (1983-1985)
- Ron Hendren - anchor (1981–1984)
- Huell Howser - correspondente (1982–1983)
- Darren Kavinoky - correspondente (?–?)
- Robin Leach - correspondente (1981–1984)
- Chrishaunda Lee - correspondente (?–?)
- Katherine Mann - correspondente (?–?)
- Maria Menounos - correspondente (2002–2005, agora no Access Hollywood)
- Vanessa Minnillo - correspondente (2005–2007)
- Julie Moran - correspondente (1995–2001)
- Al Owens - correspondente (?–?)
- Carlos Ponce - correspondente (2003–2005)
- Tony Potts - correspondente (1998, agora no Access Hollywood)
- Michelle Russell - correspondente (?–?)
- Selina Scott - correspondente (?–?)
- John Tesh - anchor (1986–1996)
- Marjorie Wallace - anchor (1981)
- Robb Weller - anchor (1984–1986)
- Dixie Whatley - anchor (1981–1982)
- Jeanne Wolf - correspondente (?–?)
- Roshumba Williams - correspondente (2002)
- Chris Wragge - correspondente (1996–1997, agora no WCBS-TV)
- Barbara Hower- NY correspondente ( 1982-?)